# Герберт Кеммер
Герберт Кеммер (нім. Herbert Kemmer, 13 травня 1905 — 10 грудня 1962) — німецький хокеїст на траві.
Срібний призер Олімпійських Ігор 1936 року, бронзовий призер 1928 року.